# Balkan Pharmaceuticals

## Balkan Pharmaceuticals
Balkan Pharmaceuticals  este specializată în producerea medicamentelor – forme farmaceutice solide și injectabile, care activează în baza licenței de activitate farmaceutică Seria AMMII nr. 000330 și a Certificatului GMP Nr. AMDM/MD/GMP/001/2018 din 25.04.2018, eliberate de către Agenția Medicamentului și Dispozitivelor Medicale de pe lângă Ministerul Sănătății al Republicii Moldova și altor acte permisive, în conformitate cu legislația în vigoare. Compania dispune de două spații de producere autorizate, unul în mun. Chișinău str. N. Grădescu 4, altul în or. Sîngera, str. Industrială 7A – Republica Moldova.
La moment (iulie 2019), compania are înregistrate și produce 210 medicamente în diferite doze și forme farmaceutice (comprimate, capsule, soluții și suspensii injectabile, pulbere soluții orale/perfuzabile) destinate tratamentului afecțiunilor sistemului nervos, a celui cardio-vascular, endocrin, digestiv, preparate cu efect antiinflamator, analgezic, antimicotic, antitumoral etc.
Toate aceste medicamente sunt produse în strictă conformitate cu legislația în vigoare a Republicii Moldova, fiind respectate toate regulile și etapele. Aceste produse sunt înregistrate oficial de către autoritatea competentă – Agenția Medicamentului și Dispozitivelor Medicale și dispun de certificatele corespunzătoare (Certificat de înregistrare al produsului medicamentos, Certificat de calitate al medicamentului), fiind incluse, conform prevederilor legale, în Nomenclatorul de stat de medicamente (informația poate fi accesată online pe site-ul administrat de către Agenția Medicamentului și Dispozitivelor Medicale – nomenclator.amed.md).
Procesul de producere al medicamentelor Balkan Pharmaceuticals începe cu importul de materie primă, certificarea acesteia de către laboratorul intern al companiei și de către Laboratorul Central de Control al Calității Medicamentelor. Producerea nemijlocită se face sub supravegherea Agenției Medicamentului și Dispozitivelor Medicale și în strictă conformitate cu legislația Republicii Moldova și standardele internaționale GMP în materie. Produsul finit este depozitat în zona de carantină până la obținerea Certificatului de calitate, din partea Laboratorului Central de Control al Calității Medicamentelor. Doar în urma obținerii Certificatului de calitate, medicamentele pot fi plasate pe piață.
Toate medicamentele sunt produse în conformitate cu regulile de bună-practică (GMP), conform cerințelor farmacopeice (US/EU).

Responsabilitatea socială corporativă
Balkan Pharmaceuticals este un important exemplu de responsabilitate socială corporativă în Republica Moldova, fiind într-o permanentă implicare în diverse acțiuni cu caracter filantropic, caritabil sau de susținere și dezvoltare. În 2010, Balkan Pharamceuticals demarează proiectul industrial de la Sîngera – un complex de producere farmaceutică, cu o suprafață de producere de peste 10 000 m2 și o capacitate de peste 400 de locuri de muncă bine plătite, pentru profesioniști de calificare înaltă – farmaciști, medici, chimiști, tehnologi, mecanici, programatori, ingineri. La cei 400 angajați, se adaugă alte 200 de locuri de muncă în procesul de distribuție primară (en-gros) și secundară (retail), ceea ce extinde numărul membrilor echipei Balkan Pharmaceuticals la peste 600 de persoane.
Unul din scopurile principale, declarate de către companie, este contribuirea neîntreruptă la asigurarea securității farmaceutice a Republicii Moldova. Prin gama vastă de medicamente produse, Balkan Pharmaceuticals oferă cetățenilor o alternativă de calitate pentru medicamentele scumpe de import. Concomitent, Balkan Pharmaceuticals este unicul furnizor, pe piața Republicii Moldova, de medicamente precum vincamina (vasodilatator cerebral-nootrop, indispensabil în secțiile de neurologie și neurochirurgie), piridostigmina (produs unic utilizat în tratamentul miasteniei gravis), azatioprină (imunosupresor utilizat în cazul transplanturilor de organe și altor maladii autoimune), citomed/Liothyroninum (produs cu conținut de hormoni tiroidieni), metotrexat (produs antineoplazic). Totodată, Balkan Pharmaceuticals produce o serie de produse chimioterapeutice de importanță primară în tratamentul diferitor maladii oncologice (anastrozol, letrozol, tamoximed, hidroxicarbamida, bicalutamida, capecitabina etc).
Balkan Pharmaceuticals participă cu donații periodice, inclusiv față de instituțiile medico-sanitare publice. În 2013, compania donează un lot de medicamente în valoare de 1,5 milioane lei Institutului Oncologic din Chișinău.
În anul 2013, cu susținerea financiară a companiei Balkan Pharmaceuticals, la Chișinău, se publică 2 manuale și un ghid pentru studenții și rezidenții de la Universitatea de Stat de Medicină și Farmacie „Nicolae Testemițanu”, dar și pentru farmaciștii și specialiștii care elaborează medicamente.
În 2014, compania Balkan Pharmaceuticals finanțează publicarea Ghidului „Farmacoterapia afecțiunilor stomatologice”, o ediție dedicată cadrelor didactice și medicilor practicieni, dar și studenților de la Universitatea de medicină, care constituie o colaborare în premieră între specialiștii și cadrele didactice de la USMF „N. Testemițanu” din Chișinău și de la UMF „Gr. T. Popa” din Iași, România.
Cu susținerea financiară a companiei Balkan Pharmaceuticals, pe 31 octombrie 2014, Facultatea de Farmacie a Universității de Stat de Medicină și Farmacie „N. Testemițanu” organizează ceremonia dedicată împlinirii a 50 de ani de la fondare și 80 de ani de la nașterea profesorului universitar Vasile Procopișin.
În anul 2015, Balkan Pharmaceuticals donează medicamente în sprijinul pacienților de la Institutul oncologic. De asemenea, susține financiar activitatea Universității de Stat de Medicină și Farmacie „N. Testemițanu“ și Dispensarului Republican de Narcologie.
Pe parcursul anilor 2016–2019, cu ajutorul financiar al companiei Balkan Pharmaceuticals, Asociația Studenților Farmaciști din Republica Moldova participă la Congresele anuale internaționale EPSA.
Balkan Pharmaceuticals propagă un mod sănătos de viață, inclusiv prin susținerea sportului în Republica Moldova. Începând cu 2015, compania își declară sprijinul financiar pentru o echipă profesională de fotbal de sală care în momentul de față joacă în liga națională supremă, iar din 2016 și până în prezent, Balkan Pharmaceuticals sponsorizează activitatea clubului sportiv de judo pentru copii și tineret „Dax Club”.
Totodată, in parteneriat cu Biblioteca Națională pentru copii „Ion Creangă“, Balkan Pharmaceuticals organizează la 19 octombrie 2017, lansarea cărții ilustrate “Anița-cu-Bundița și minunatele ei călătorii în Lumea Lumilor împreuna cu năzdrăvanul Duță-Ghinduță“, autori Luiza Ciolac și Anne Chirițescu, Romania. Editarea cărții, în volum de 1200 de bucăți – destinate distribuirii gratuite în instituțiile medicale și educative pentru copiii din Republica Moldova și România, este finanțată integral de Balkan Pharmaceuticals.
De asemenea, pe 19 octombrie 2017, la Spitalul Clinic Municipal de copii „Valentin Ignatenco” din Chișinău, compania Balkan Pharmaceuticals amenajează o zona de odihnă și recreere pentru copii dotată cu mobilă nouă, televizor, covor, jucării etc.
În decembrie 2017, Balkan Pharmaceuticals donează 100 000 lei familiei Rotaru din satul Dumbrăveni, raionul Soroca, care numără 11 membri (părinții și cei 9 copii).
Tot în decembrie 2017, compania susține campania „Vino cu bunicii la teatru”, o inițiativă a Programului social „60 plus”, în parteneriat cu Teatrul Național „Mihai Eminescu”. La fiecare bilet cumpărat la spectacolele Teatrului Național „Mihai Eminescu”, vizitatorii au primit unul gratuit, la prezentarea legitimației de pensionar a unuia dintre bunici sau părinți 60+.
În 2018, Balkan Pharmaceuticals susține, în calitate de partener general, campania „Ai carte, ai parte!”, inițiată de TVR MOLDOVA având ca scop promovarea limbei și literaturii române, dar și încurajarea lecturii în rândul tinerei generații.
Activități
Din 2007 și până în prezent, Balkan Pharmaceuticals își lărgește continuu portofoliul de medicamente înregistrate, în scopul asigurării populației cu medicamente calitative la prețuri reduse.
În 2009, Balkan Pharamceuticals înregistrează o parte din produsele sale în Ucraina. Începând cu anul 2010, Balkan Pharmaceuticals a implementat o strategie de participare la licitațiile publice naționale pentru achiziția de medicamente conform necesităților instituțiilor medico-sanitare publice din Republica Moldova. Treptat, compania și-a asigurat un loc important în programele de achiziții publice, oferind pacienților medicamente de calitate înaltă la prețuri net inferioare, în comparație cu perioadele precedente. O dată cu apariția Balkan Pharmaceuticals pe piața medicamentelor din Republica Moldova, prețurile la anumite produse oferite în cadrul licitațiilor publice au scăzut cu de la 60% până la 90% (aceclofenac, acidum thiocticum, anastrozolum, bicalutamidum, cyproteronum, fluorouracilum, ondasetronum, capecitabina, desloratadina și altele).
În 2010, Balkan Pharmaceuticals începe să investească în noul complex de producere farmaceutică din or. Sângera.
În paralel, compania participă la principalele evenimente din domeniul farmaceutic desfășurate în Republica Moldova. Astfel, în cadrul „săptămânii anticancer”, desfășurată în perioada 3-8 iunie 2013, Balkan Pharmaceuticals a demarat campania „Ajută în lupta cu cancerul", în cadrul căreia a donat Institutului Oncologic, medicamente în valoare de 1.5 milioane lei.  În perioada 20–21 iunie 2013, Compania Balkan Pharmaceuticals participă la „Congresul al III-lea de Gastroenterologie și Hepatologie cu participare internațională", care se desfășoară la Spitalul Clinic Republican din Chișinău.
Pe 10 iulie 2015, Balkan Pharmaceuticals participă cu un sprijin financiar la Congresul medicilor psihiatri cu participare internatională, organizat cu ocazia a 120 de ani de la fondarea Spitalului Clinic de Psihiatrie. În cadrul congresului, compania își prezintă medicamentele cu efect asupra sistemului nervos. 
Pe 9 octombrie 2015, Balkan Pharmaceuticals participă la cea de a patra ediție a Congresului National de Oncologie.
Pe 16 mai 2016, Balkan Pharmaceuticals este parte la “Congresul Medical Internațional” (Ediția a șasea). 
Pe 13 octombrie 2016, în incinta Institutului Oncologic din Republica Moldova are loc ceremonia de inaugurare a Simpozionului Național de Oncologie cu participare internațională. Evenimentul a fost organizat de Academia de Științe a Moldovei, Universitatea de Stat de Medicină și Farmacie „N. Testimițanu”, Institutul Oncologic și Societatea Oncologică din Republica Moldova, cu susținerea financiară a companiei Balkan Pharmaceuticals. 
În perioada 20 octombrie–24 decembrie 2016 au fost organizate vizite de familiarizare a farmaciștilor și medicilor din diverse instituții medicale din Republica Moldova, cu procesul de producție al fabricii Balkan Pharmaceuticals.
În 2017, Balkan Pharmaceuticals devine membru fondator al Asociației Investitorilor din România din Republica Moldova, o organizație non-guvernamentală care consolidează puterile a 20 companii cu capital românesc, care contribuie la dezvoltarea unei cifre de investiții de peste 72 milioane euro în Republica Moldova.
În perioada octombrie-decembrie 2017, Balkan Pharmaceuticals a participat la primul simposium al medicilor rezidenți în reabilitarea medicală, a XX-a conferința internațională a gastrologilor și hepatologilor din Chișinău și la Congresul medicilor interniști.
În perioada 2018-2019, Balkan Pharmaceuticals organizează periodic excursii pentru personalul calificat din spitalele și clinicile publice și private, dar și din instituțiile farmaceutice ale Republicii Moldova, cu scopul de a familiariza vizitatorii cu procesul de producție a medicamentelor.
În perioada 2015-2019, echipa de futsal Balkan Pharmaceuitcals participă cu succes în competițiile interne sub egida Asociației de Futsal din Moldova, devenind în 2016 campioană a Ligii A Kelme, iar în 2019 finalistă a Cupei Moldovei la futsal și a Ligii Joma la futsal.
În iunie 2019, echipa companiei Balkan Pharmaceuticals devine campioana primei ediții a Cupei AIR (Asociația investitorilor din România) la fotbal, organizată cu scopul de a susține și promova relațiile de parteneriat dintre reprezentanții investitorilor din România în Republica Moldova, dar și pentru promovarea modului sănătos de viață în rândurile oamenilor de afaceri și ale angajaților lor.
Tot în iunie 2019, Fabrica de medicamente Balkan Pharmaceuticals din or. Sîngera este vizitată de un grup de lucru la inițiativa și sub auspiciile Oficiului Regional pentru Europa al Organizației Mondiale a Sănătății, vizita având drept scop instruirea personalului calificat din cadrul agențiilor de resort din Moldova și Kîrghistan.
Balkan Pharmaceuticals în presă (articole relevante)
http://adevarul.ro/moldova/social/sAptAmAna-anticancer-consultatii-gratis-sambata-policlinica-institutului-oncologic-1_51ad891ac7b855ff565667a7/index.html
http://adevarul.ro/moldova/actualitate/institutul-oncologic-primit-medicamente-15-milioane-lei-donate-balkan-pharmaceuticals-p-1_51b1c934c7b855ff566a019d/index.html
http://old.totul.md/ro/newsitem/813384.html Arhivat în 9 decembrie 2019, la Wayback Machine.
http://agora.md/stiri/12554/balkan-pharmaceuticals-a-participat-ca-partener-la-cea-de-a-patra-editie-a-congresului-international-al-societatii-de-anesteziologie-si-reanimatologie-din-moldova--
http://unimedia.info/stiri/foto-video-medicamente-fabricate-in-moldova--una-dintre-cele-mai-mari-fabrici-de-medicamente-din-europa-de-est--inaugurata-la-singera-121675.html
http://agora.md/stiri/23615/video--peste-400-locuri-de-munca-in-moldova-a-fost-deschisa-una-din-cele-mai-mari-fabrici-de-medicamente-din-europa-de-est
http://unimedia.info/stiri/video-a-fost-inaugurat-un-spatiu-de-recreere-pentru-copiii-de-la-spitalul-v--ignatenco--impreuna-cu-o-lansare-de-carte-cu-povesti--din-partea-balkan-pharmaceuticals-141369.html
http://ea.md/o-carte-de-povesti-pentru-copii-a-fost-lansata-ieri-la-chisinau/ Arhivat în 9 decembrie 2019, la Wayback Machine.
http://www.realitatea.md/vino-cu-bunicii-la-teatru-si-primeste-un-bilet-gratuit--programul----60-plus-----care-va-dobori-stereotipurile-despre-viata-dupa-pensie--video-_68840.html
http://agora.md/stiri/40658/lider-pe-piata-producatorilor-autohtoni-de-medicamente-balkan-pharmaceuticals-continua-sa-ofere-modele-de-implicare-si-responsabilitate-sociala
http://www.prime.md/ro/emisiune/da-sau-nu-sezonul-5_2456_video_66065.html Arhivat în 31 martie 2018, la Wayback Machine.
http://agora.md/stiri/43040/video--balkan-pharmaceuticals-si-a-scos-cifrele-la-vedere-120-de-mln-de-lei-cifra-de-afaceri-si-11-mln-de-lei-contributii-la-stat-in-2017
http://tvrmoldova.md/actualitate/de-1-iunie-tvr-moldova-a-organizat-o-mica-sarbatoare-pentru-copiii-de-la-gradinitele-din-satul-carpineni/
https://www.bzi.ro/o-poveste-de-succes-o-investitie-romaneasca-importanta-in-republica-moldova-la-balkan-pharmaceuticals-gasesti-medicamente-de-calitate-la-un-pret-accesibil-foto-video-662475# Arhivat în 9 decembrie 2019, la Wayback Machine.
https://www.publika.md/dinamo-chisinau-a-cucerit-cupa-republicii-moldova-la-futsal-masculin_3037703.html Arhivat în 9 decembrie 2019, la Wayback Machine.
https://www.trm.md/ro/acces-limitat/acces-limitat-emisiune-din-20-aprilie-2019
Premii și mențiuni
Best Companies of the year 2016 (după revista „Business Class”) – „Cel mai bun producător în domeniul farmaceutic.
Asociația de Fotbal de sală – Medalie de aur în Liga A Kelme (2016).
Notorium trademark awards 2017 – Diploma de onoare și recunoaștere la categoria „produse farmaceutice”.
Gala Premiilor 2017 TVR Moldova „Români pentru români” – Diploma de excelență pentru performanța în afaceri, utilizarea tehnologiilor de vârf și cercetărilor de ultimă oră în domeniul farmaceutic, producerea și distribuirea preparatelor de calitate inaltă.
Notorium trademark awards 2018 – Diploma de onoare și recunoaștere la categoria „produse farmaceutice”.
Asociația de Fotbal de sală – Medalie de argint pentru finalista Cupei Moldovei la Futsal 2019.
Asociația de Fotbal de sală – Medalie de argint pentru finalista Campionatului Moldovei la Futsal (Liga Joma) 2019.
Asociația Investitorilor din România în Republica Moldova – Câștigătorii trofeului Cupa AIR la fotbal, ediția 2019.
Planuri și proiecte
La moment, compania Balkan Pharmaceuticals muncește asupra implementării standardelor internaționale în materie de Good Manufacturing Practice (GMP) în vederea obținerii Certificatului EU GMP pentru noua unitate de producție din or. Sîngera. Concomitent, Balkan Pharmaceuticals este în proces de finalizare a lucrărilor de moderinizarea a complexului de producere din str. Grădescu, în vederea creării unui laborator de cercetare în colaborare cu cadrele universitare de la Facultatea de farmacie și Facultatea de biologie a Universității de medicină și farmacie „N. Testimițanu”.
Compania Balkan Pharmaceuticals urmărește lărgirea continuă a portofoliului, în vederea ocupării unei cote mai mari pe piața farmaceutică a Republicii Moldova, dar și extinderea pe alte piețe cum ar fi piața Uniunii Europene, piața Comunității Statelor Independente și piața statelor din zona MENA (Middle East and Northern Africa).
Totodată, compania a demarat acțiunile de construcție a unui nou complex de producție specializată exclusiv pe producerea antibioticelor.